# Tipula (Lunatipula) macquarti lesnei
Tipula (Lunatipula) macquarti lesnei is een ondersoort van de tweevleugelige Tipula (Lunatipula) macquarti uit de familie langpootmuggen (Tipulidae). De ondersoort komt voor in het Palearctisch gebied.